# Černý Most
Černý Most är en stadsdel i stadsdelskommunen Prag 14 i Tjeckiens huvudstad Prag. Det är en förort 11 km öster om Prags centrum. Stadsdelen hade 22 350 invånare 2013. I stadsdelen finns ett stort bostadsområde och ett köpcentrum.

## Historia
Under slutet av kommunisttiden exploaterades området som ett jättelikt bostadsområde på mark som tidigare tillhört tre andra stadsdelar – det blev egen stadsdel 1988. Det första etappen slutfördes 1980 och bestod av 1 760 lägenheter. Den andra etappen påbörjades 1985 och slutfördes 1992, det vill säga efter kommunismens fall.
Gatunätet fick ursprungligen namn efter kommunistiska potentater, huvudsakligen från Sovjetunionen. Efter kommunismens fall fick de namn efter tjeckiska stridsflygare som kämpade mot nazismen i de franska och brittiska flygvapnen. Bland dessa kan nämnas sergeant Josef František, det brittiska flygvapnets mest framstående jaktflygare under andra världskriget.

## Artikelursprung
Den här artikeln är helt eller delvis baserad på material från engelskspråkiga Wikipedia, Černý Most, 17 december 2017.